# Кривая Минковского
Кривая Минковского — классический геометрический фрактал, предложенный Минковским. Инициатором является отрезок, а генератором является ломаная из восьми звеньев (два равных звена продолжают друг друга) — см. рис., где в качестве генератора использован «биполярный скачок»

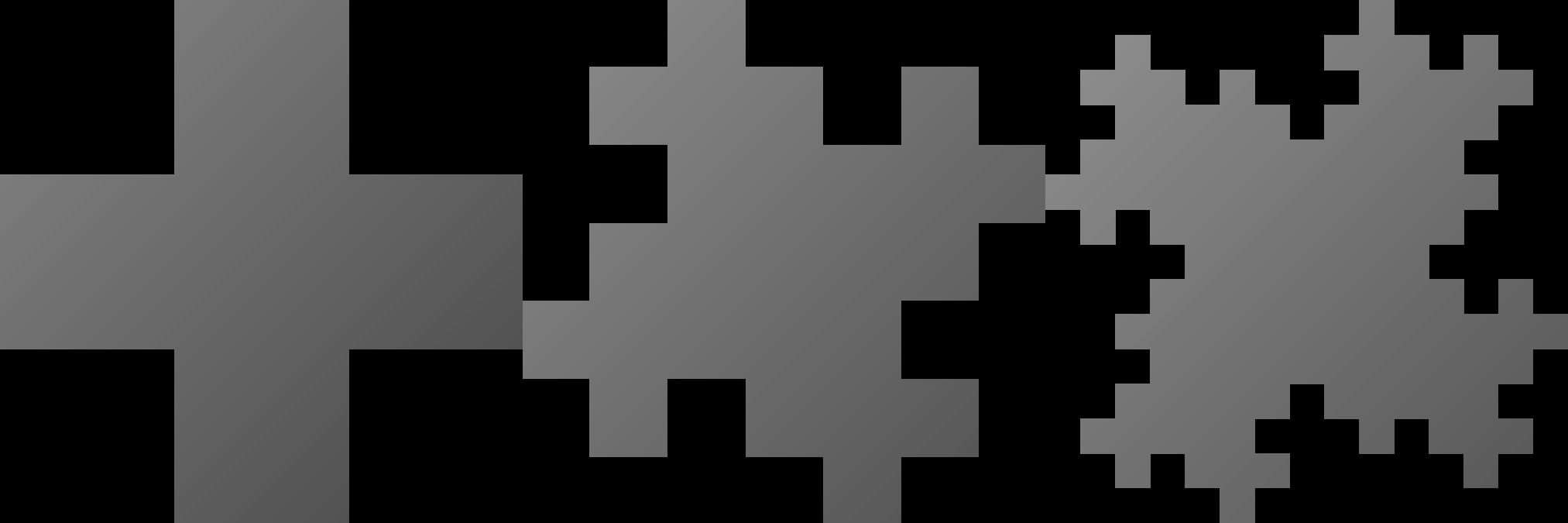
Квадратичный остров Коха типа 1 из четырёх кривых Минковского, расположенных в многоугольнике

Квадратичный остров Коха типа 2 из четырёх кривых Минковского, расположенных в многоугольнике

## Свойства
- Кривая Минковского нигде не дифференцируема и не спрямляема.
- Кривая Минковского не имеет самопересечений.
- Кривая Минковского имеет Хаусдорфову размерность {\displaystyle \ln 8/\ln 4\ =3/2} (поскольку она состоит из восьми равных частей, каждая из которых подобна всей кривой с коэффициентом подобия 1/4). В частности,
- Кривая Минковского имеет нулевую меру Лебега.

## Построение черезсистему Линденмайера
переменные:  F
константы:   + −
старт:       F
правило:    (F → F−F+F+FF−F−F+F)
угол:       90°
Здесь F означают «рисуем отрезок», + означает «повернуть вправо на угол», а − означает «повернуть влево на угол».

## Примеры алгоритма
```
from
 
turtle
 
import
 
*

 
 

def
 
start
(
x
:
 
float
):

    
"""This function clears window and make turtle go to start"""

    
clear
()

    
penup
()

    
x
 
=
 
x
 
if
 
x
 
<
 
0
 
else
 
-
x

    
goto
(
x
,
 
0
)

    
pendown
()

 
 

def
 
curve_minkowski
(
length
:
 
float
,
 
iterations
:
 
int
):

    
"""This function draw Minkowski's curve"""

 
    
if
 
iterations
 
==
 
0
:

        
forward
(
length
 
*
 
4
)

    
else
:

        
curve_minkowski
(
length
/
4
,
 
iterations
 
-
 
1
)

        
left
(
90
)

        
curve_minkowski
(
length
/
4
,
 
iterations
 
-
 
1
)

        
right
(
90
)

        
curve_minkowski
(
length
/
4
,
 
iterations
 
-
 
1
)

        
right
(
90
)

        
curve_minkowski
(
length
/
4
,
 
iterations
 
-
 
1
)

        
curve_minkowski
(
length
/
4
,
 
iterations
 
-
 
1
)

        
left
(
90
)

        
curve_minkowski
(
length
/
4
,
 
iterations
 
-
 
1
)

        
left
(
90
)

        
curve_minkowski
(
length
/
4
,
 
iterations
 
-
 
1
)

        
right
(
90
)

        
curve_minkowski
(
length
/
4
,
 
iterations
 
-
 
1
)

 
 

LENGTH
 
=
 
100
       
# длина линии

 

ITERATION
 
=
 
3
      
# номер итерации

 

start
(
LENGTH
 
*
 
2
)

 

curve_minkowski
(
LENGTH
,
 
ITERATION
)

 

exitonclick
()
    
# функция чтобы программа не завершалась сразу

```

```
 

import
 
turtle

turtle
.
hideturtle
()

turtle
.
tracer
(
0
)

turtle
.
penup
()

turtle
.
setposition
(
-
150
,
 
0
)

turtle
.
pendown
()

axiom
,
 
tempAx
,
 
logic
,
 
iterations
 
=
 
'F'
,
 
''
,
 
{
'F'
:
 
'F-F+F+FF-F-F+F'
},
 
3

for
 
i
 
in
 
range
(
iterations
):

    
for
 
j
 
in
 
axiom
:

        
tempAx
 
+=
 
logic
[
j
]
 
if
 
j
 
in
 
logic
 
else
 
j

    
axiom
,
 
tempAx
 
=
 
tempAx
,
 
''

for
 
k
 
in
 
axiom
:

    
if
 
k
 
==
 
'+'
:

        
turtle
.
left
(
90
)

    
elif
 
k
 
==
 
'-'
:

        
turtle
.
right
(
90
)

    
else
:

        
turtle
.
forward
(
5
)

turtle
.
update
()

turtle
.
mainloop
()

```

```
<?php

    
$i
 
=
 
2
;

    
    
$image
 
=
 
imagecreatetruecolor
(
600
,
 
400
);

    
imagefilledrectangle
(
$image
,
 
0
,
 
0
,
 
imagesx
(
$image
)
 
-
 
1
,
 
imagesy
(
$image
)
 
-
 
1
,

            
imagecolorresolve
(
$image
,
 
255
,
 
255
,
 
255
));

    
$color
 
=
 
imagecolorresolve
(
$image
,
 
0
,
 
0
,
 
0
);

    
drawMinkowski
(
$image
,
 
0
,
 
imagesy
(
$image
)
 
/
 
2
,
 
imagesx
(
$image
),
 
imagesy
(
$image
)
 
/
 
2
,
 
$i
,
 
$color
);

    
    
/**

     * Draws minkowski curve between two points.

     * @return void

     */

    
function
 
drawMinkowski
(
$image
,
 
$xa
,
 
$ya
,
 
$xi
,
 
$yi
,
 
$i
,
 
$color
)
 
{

        
if
(
$i
 
==
 
0
)

            
imageline
(
$image
,
 
$xa
,
 
$ya
,
 
$xi
,
 
$yi
,
 
$color
);

        
else
 
{

            
//     C---D

            
//     |   |

            
// A---B   E   H---I

            
//         |   |

            
//         F---G

            
            
$xb
 
=
 
$xa
 
+
 
(
$xi
 
-
 
$xa
)
 
*
 
1
/
4
;

            
$yb
 
=
 
$ya
 
+
 
(
$yi
 
-
 
$ya
)
 
*
 
1
/
4
;

            
$xe
 
=
 
$xa
 
+
 
(
$xi
 
-
 
$xa
)
 
*
 
2
/
4
;

            
$ye
 
=
 
$ya
 
+
 
(
$yi
 
-
 
$ya
)
 
*
 
2
/
4
;

            
            
$xh
 
=
 
$xa
 
+
 
(
$xi
 
-
 
$xa
)
 
*
 
3
/
4
;

            
$yh
 
=
 
$ya
 
+
 
(
$yi
 
-
 
$ya
)
 
*
 
3
/
4
;

            
$cos90
 
=
 
0
;

            
$sin90
 
=
 
-
1
;

            
$xc
 
=
 
$xb
 
+
 
(
$xe
 
-
 
$xb
)
 
*
 
$cos90
 
-
 
$sin90
 
*
 
(
$ye
 
-
 
$yb
);

            
$yc
 
=
 
$yb
 
+
 
(
$xe
 
-
 
$xb
)
 
*
 
$sin90
 
+
 
$cos90
 
*
 
(
$ye
 
-
 
$yb
);

            
$xd
 
=
 
$xc
 
+
 
(
$xe
 
-
 
$xb
);

            
$yd
 
=
 
$yc
 
+
 
(
$ye
 
-
 
$yb
);

            
            
$sin90
 
=
 
1
;

            
$xf
 
=
 
$xe
 
+
 
(
$xh
 
-
 
$xe
)
 
*
 
$cos90
 
-
 
$sin90
 
*
 
(
$yh
 
-
 
$ye
);

            
$yf
 
=
 
$ye
 
+
 
(
$xh
 
-
 
$xe
)
 
*
 
$sin90
 
+
 
$cos90
 
*
 
(
$yh
 
-
 
$ye
);

            
$xg
 
=
 
$xf
 
+
 
(
$xh
 
-
 
$xe
);

            
$yg
 
=
 
$yf
 
+
 
(
$yh
 
-
 
$ye
);

            
drawMinkowski
(
$image
,
 
$xa
,
 
$ya
,
 
$xb
,
 
$yb
,
 
$i
 
-
 
1
,
 
$color
);

            
drawMinkowski
(
$image
,
 
$xb
,
 
$yb
,
 
$xc
,
 
$yc
,
 
$i
 
-
 
1
,
 
$color
);

            
drawMinkowski
(
$image
,
 
$xc
,
 
$yc
,
 
$xd
,
 
$yd
,
 
$i
 
-
 
1
,
 
$color
);

            
drawMinkowski
(
$image
,
 
$xd
,
 
$yd
,
 
$xe
,
 
$ye
,
 
$i
 
-
 
1
,
 
$color
);

            
drawMinkowski
(
$image
,
 
$xe
,
 
$ye
,
 
$xf
,
 
$yf
,
 
$i
 
-
 
1
,
 
$color
);

            
drawMinkowski
(
$image
,
 
$xf
,
 
$yf
,
 
$xg
,
 
$yg
,
 
$i
 
-
 
1
,
 
$color
);

            
drawMinkowski
(
$image
,
 
$xg
,
 
$yg
,
 
$xh
,
 
$yh
,
 
$i
 
-
 
1
,
 
$color
);

            
drawMinkowski
(
$image
,
 
$xh
,
 
$yh
,
 
$xi
,
 
$yi
,
 
$i
 
-
 
1
,
 
$color
);

        
}

    
}

    
header
(
'Content-type: image/png'
);

    
imagepng
(
$image
);

    
imagedestroy
(
$image
);

?>

```